# Nationale Duitse Prijs voor Kunst en Wetenschap
De Nationale Duitse Prijs voor Kunst en Wetenschap (Duits: Deutscher Nationalpreis für Kunst und Wissenschaft) was een in 1937 ingestelde Duitse onderscheiding. De naam suggereert dat het om een prijs gaat, maar dit eerbewijs wordt tot de onderscheidingen van Nazi-Duitsland gerekend.

## Achtergrond
Het instellen van deze onderscheiding was Hitlers reactie op de toekenning van de Nobelprijs voor de Vrede aan Carl von Ossietzky in juni 1936. De dictator was zo verbolgen over het eren van deze vrijheidsstrijder dat hij "alle toekomstige Duitsers" verbood om nog een Nobelprijs te accepteren.
Om het gemis aan Nobelprijzen, waarbij de Duitse kunstenaars en wetenschappers goed vertegenwoordigd waren, goed te maken werd de Nationale Duitse Prijs voor Kunst en Wetenschap ingesteld. Ieder jaar zouden drie Duitsers worden geëerd en zij zouden ieder 100.000,- Rijksmark ontvangen.
Aan de oorkonde en de bruinleren cassette met gouden beslag was veel aandacht besteed. Het ontwerp was van de hand van Gerdy Troost, echtgenote van Hitlers favoriete architect Prof. Troost. Franziska Kobell was voor de kalligrafie verantwoordelijk en Frieda Thiersch tekende voor de uitvoering van de cassette.
De ster heeft een diameter van 95 millimeter en is een ontwerp van Hermann Müller. Juwelier Wilhelm Hülse vervaardigde de platina sterren. Deze werden gegoten. Hitler, zelf kunstzinnig aangelegd, was zeer in de details en vormgeving van onderscheidingen geïnteresseerd en heeft verschillende ontwerpen verworpen. Over het gerealiseerde ontwerp was hij volgens Propagandaminister Goebbels "buitengewoon enthousiast".
Voor tentoonstellingen of als proefstuk voor het uitreiken van goedkopere sterren werd in 1939 minstens één minder kostbare ster vervaardigd. De door Funcke & Brünninghaus vervaardigde ster is van zilver en verguld zilver. De diamanten ontbreken.  

## Ontvangers
Een beperkt aantal hoge nazi-leiders had het recht om voordrachten te doen. Zij intrigeerden om juist hèn als favorieten naar voren te schuiven. De uiteindelijke beslissing lag alleen bij Hitler.
De eerste namen van de gelauwerden werden op 7 september 1937 bekendgemaakt. De versierselen en oorkonden werden op 30 januari 1938 in de Rijkskanselarij door Hitler persoonlijk uitgereikt.
- De architect Paul Ludwig Troost (postuum)
- De Reichsleiter Alfred Rosenberg
- De ontdekkingsreiziger Wilhelm Filchner
- De Chirurgen August Bier und Ferdinand Sauerbruch (gedeelde prijs).

In het laatste vredesjaar van het Derde Rijk, 1938, werden de namen van de vier gelauwerden op 6 september bekendgemaakt. De versierselen en oorkonden werden op 30 januari 1939 in de Rijkskanselarij door Hitler persoonlijk uitgereikt.
- Ir. Fritz Todt, een intimus van Hitler. Hij was inspecteur-generaal voor de wegenbouw ('de Autobahnen') en leider van de militaire bouworganisatie; Organisation Todt
- De autobouwer Ferdinand Porsche,
- De vliegtuigbouwers Willy Messerschmitt en Ernst Heinkel (gedeelde prijs).

Op de voor het bekendmaken van de namen van de met de Duitse Prijs voor Kunst en Wetenschap gekozen zesde september 1939 was de Tweede Wereldoorlog al uitgebroken. Van het uitreiken van de Nationale Duitse Prijs voor Kunst en Wetenschap is daarna niets meer gekomen.

## Ster en lint
De versierselen waren zeer kostbaar uitgevoerd. Het gaat om een rood zijden grootlint, eindigend in een forse rozet met daarop een geborduurde rode adelaar, uiteraard met een hakenkruis in de klauwen. Dit lint werd over de schouder gedragen. Daarnaast was er een ster. Deze ster was van platina en goud. In 1937 en 1938 werd een ster met briljanten versierd uitgereikt.
In het centrale rood geëmailleerde medaillon van de achtpuntige ster was een naar links kijkende gouden kop van de gehelmde Minerva afgebeeld. De helm is van een klassiek Grieks model. Op de witte ring rond het medaillon staat in gouden letters "FÜR KUNST UND WISSENSCHAFT". Op de diagonale stralen van de ster zijn vier gouden rijksadelaars met in hun klauwen wederom een hakenkruis afgebeeld. 
In de catalogus van Nimmergut is alleen sprake van sterren uit 1937 en 1938.

## literatuur
- Jörg Nimmergut, Deutschland-Katalog 2001 Orden und Ehrenzeichen